# Sorygaza armasata
Sorygaza armasata là một loài bướm đêm trong họ Noctuidae.